# لائررو
لائررو (به ایتالیایی: Laerru) یک کومونه در ایتالیا است که در استان ساساری واقع شده‌است. لائررو ۱۹٫۹ کیلومتر مربع مساحت و ۹۸۸ نفر جمعیت دارد.